# Пит-Јах
Пит-Јах (рус. Пыть-Ях) град је у Русији у Хантији-Мансији.

## Становништво
| 1989.  | 2002.  | 2010.  |
| ------ | ------ | ------ |
| 17.101 | 41.813 | 41.488 |